# Liceo Industrial Presidente Pedro Aguirre Cerda
El Liceo Industrial Presidente Pedro Aguirre Cerda es uno de los dos liceos industriales de la ciudad de Rancagua y el más antiguo. Durante su historia ha tenido diferentes nombres y el actual es en honor el expresidente Pedro Aguirre Cerda. Sus aulas y talleres se emplazan dentro del parque comunal de la ciudad. Su actual administración recae en la Universidad de Santiago de Chile y es parte del programa Propedéutico de la misma casa de estudios.

## Historia
Fue creado por el Decreto N.º 1001 de fecha 22 de marzo de 1941. Inició sus actividades escolares como Escuela de Artesanos el 9 de octubre de ese mismo año, con una matrícula de 60 alumnos y con las siguientes especialidades: Mecánica General, Electricidad, Mueblería, Carrocería y Máquinas Agrícolas. El 1 de enero de 1947 por Decreto Supremo de Educación, la Escuela de Artesanos se convierte en Escuela Industrial. Años más tarde, en 1956, pasó a llamarse Escuela Industrial de Primera Clase.
En marzo de 1966 sube a la categoría de Escuela Industrial Superior, y en septiembre de 1978 pasa a denominarse Liceo Industrial A-6. 
El 3 de agosto de 1995, de acuerdo a Resolución Exenta N.º 1438 se le otorga el nombre de Liceo Industrial Presidente Pedro Aguirre Cerda, su denominación actual, en honor al expresidente Pedro Aguirre Cerda, impulsor del desarrollo industrial del país.
El liceo es uno de los establecimientos de Administración Delegada regido por la Ley N.º 3166, y por Convenio de Traspaso N.º 852 de fecha 1 de febrero de 1994, el Ministerio de Educación delega su administración en la Universidad de Santiago de Chile.

## Características
El Liceo Industrial es una institución que imparte educación media de formación general para primeros y segundos medios y de formación profesional en tercero y cuarto medio. Tiene una población estudiantil de 1065 alumnos provenientes de diversas comunas de la región y una dotación de 90 funcionarios aproximadamente. Su rama es industrial y capacita a sus alumnos en las especialidades de:
- Mecánica industrial
- Mecánica automotriz
- Electricidad
- Explotación minera

## Tradiciones
Una de las tradiciones más antiguas de liceo, en la que también participa la comunidad de la ciudad, son los carros alegóricos, dada la coincidencia de la fecha en que se celebra el aniversario del establecimiento y el de la fundación de Rancagua, en el mes de octubre. Los estudiantes confeccionan dichos carros aplicando lo aprendido en talleres cada año, desfilando por las principales calles de la ciudad.